# Marinho de Sousa Lobo
Marinho de Sousa Lobo (Campo Alegre, 11 de junho de 1887 — Joinville, 21 de fevereiro de 1959) foi um advogado e político brasileiro.
Filho de Pedro José de Sousa Lobo e de Adelaide Flora Caldeira de Andrada Lobo. Casou com América de Oliveira Batista Lobo, filha de Abdon Baptista.
Bacharel em direito pela Faculdade de Direito de São Paulo, em 1911.
Foi superintendente municipal de Joinville, cargo atualmente correspondente a prefeito, entre 1922 e 1926. Na mesma cidade ele também foi conselheiro (vereador) da 12ª Legislatura da Primeira República (1927-1930). Marinho presidiu o conselho de 1927 a 1928.
Foi deputado à Assembleia Legislativa de Santa Catarina na 12ª legislatura (1925 — 1927) e na 13ª legislatura (1928 — 1930).
Foi desembargador do Tribunal de Justiça de Santa Catarina, empossado em 5 de outubro de 1935.